# Julia Verlinden

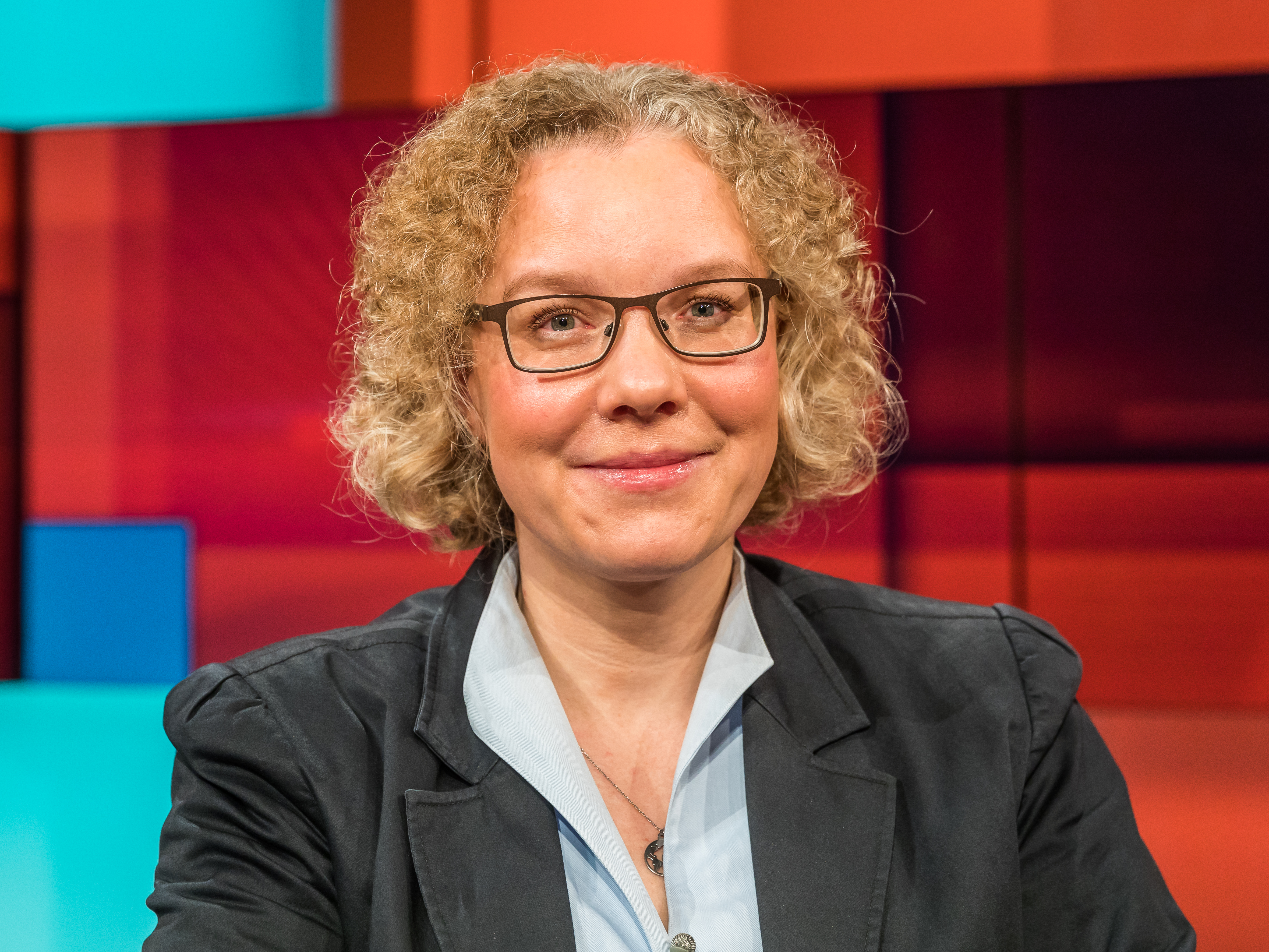
Julia Verlinden, 2023

Julia Maria Kornelia	Verlinden (* 18. Januar 1979 in Bergisch Gladbach) ist eine deutsche Umweltwissenschaftlerin und Politikerin (Bündnis 90/Die Grünen). Seit 2013 ist sie Mitglied des Deutschen Bundestages.

## Leben

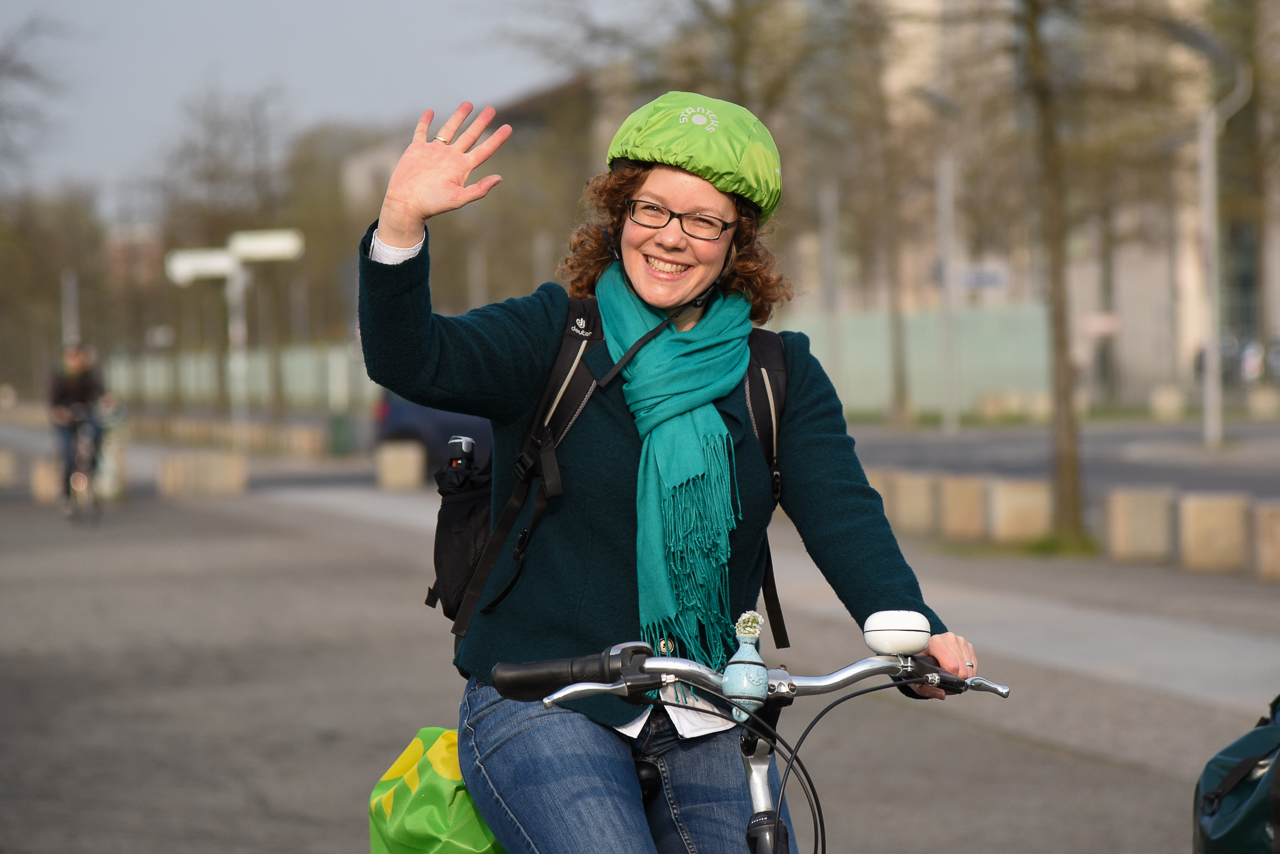
Julia Verlinden, 2016

Julia Verlinden wuchs bei Köln auf. An der Universität Lüneburg studierte sie von 1998 bis 2005 Umweltwissenschaften mit dem Abschluss Diplom. Von 2006 bis Dezember 2012 war sie Wissenschaftliche Angestellte am Umweltbundesamt in Dessau. Sie leitete das dortige Fachgebiet Energieeffizienz von Januar 2013 bis zu ihrem Einzug in den Bundestag im Oktober 2013. Parallel zur Berufstätigkeit verfasste sie als Heinrich-Böll-Stipendiatin ihre Dissertation über „Energieeffizienzpolitik als Beitrag zum Klimaschutz. Analyse der Umsetzung der EU-Gebäude-Richtlinie in Deutschland (Bereich Wohngebäude)“, mit der sie an der Leuphana Universität Lüneburg im Fach Politikwissenschaft 2012 promoviert wurde.

## Politische Tätigkeiten
Julia Verlinden vertrat ihre Partei von 2002 bis 2006 im Rat der Stadt Lüneburg. Anschließend gehörte sie bis 2011 dem Kreistag des Landkreises Lüneburg an. Bei der Bundestagswahl 2013 errang sie ein Mandat und wurde im Dezember 2013 zur energiepolitischen Sprecherin ihrer Fraktion gewählt. Sie war in der 18. Wahlperiode Ordentliches Mitglied im Ausschuss für Wirtschaft und Energie des Deutschen Bundestags und stellvertretendes Mitglied im Ausschuss für Umwelt, Naturschutz, Bau und Reaktorsicherheit. Sie ist außerdem stellvertretendes Mitglied des Beirats der Bundesnetzagentur für Elektrizität, Gas, Telekommunikation, Post und Eisenbahnen. Sie wurde 2014 außerdem stellvertretendes Mitglied der Bund-Länder-Kommission zur Suche von Standorten zur Lagerung hochradioaktiven Atommülls (Endlagersuchkommission).
Julia Verlinden war Spitzenkandidatin der Grünen Niedersachsen für die Bundestagswahl 2017. Sie setzte sich bei der Landesdelegiertenkonferenz in Hannover am 18. Februar 2017 gegen zwei Konkurrentinnen bei der Wahl für den 1. Platz der Landesliste durch.
Bei der Bundestagswahl 2017 erhielt Julia Verlinden 14,8 % der Erststimmen im Bundestagswahlkreis Wahlkreis 037 Lüchow-Dannenberg Lüneburg und errang damit das beste grüne Erststimmenergebnis in Niedersachsen. Sie zog über die Landesliste ihrer Partei erneut in den Bundestag ein. Im 19. Deutschen Bundestag war Verlinden ordentliches Mitglied im Ausschuss für Wirtschaft und Energie und stellvertretendes Mitglied im Ausschuss für Umwelt, Naturschutz und nukleare Sicherheit.
Bei den Bundestagswahlen 2021 und 2025 erhielt sie erneut ein Mandat über die niedersächsische Landesliste ihrer Partei. Am 7. September 2021 wurde sie zur stellvertretenden Vorsitzenden der Bundestagsfraktion Bündnis 90/Die Grünen gewählt. Auch in der 21. Wahlperiode wähle die Fraktion im März 2025 Verlinden zu einer der stellvertretenden Vorsitzenden.

## Politische Positionen
Im November 2022 stimmte sie als eine von neun Abgeordneten in der Grünen-Bundestagsfraktion gegen die Änderung des Atomgesetzes, das den Weiterbetrieb um vier Monate verlängerte.